# جائزة إسبانيا الكبرى 2010
جائزة إسبانيا الكبرى 2010 هو سباق فورمولا 1 أقيم في حلبة دي كاتلونيا في برشلونة، كان الجولة الخامسة من بطولة العالم لسباقات الفورمولا واحد موسم 2010، اقيم بتاريخ 9 مايو 2010. فاز به الأسترالي مارك ويبر سائق فريق ريد بول.

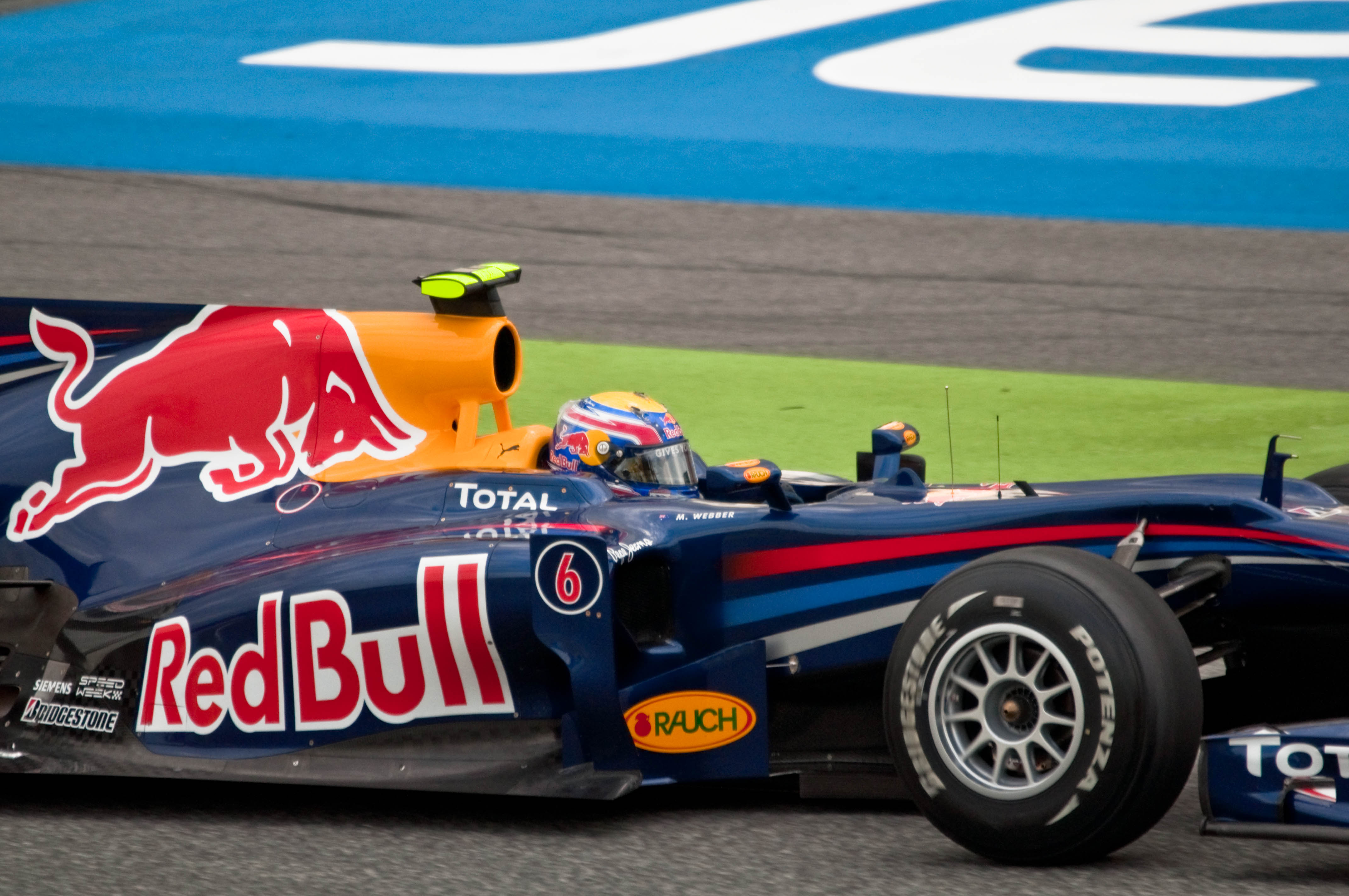
مارك ويبر الفائز بالسباق.